# モハメド・クドゥス
モハメハメド・クドゥス（Mohammed Kudus, 2000年8月2日 - ）は、ガーナ・アクラ出身のプロサッカー選手。トッテナム・ホットスパーFC所属。ガーナ代表。ポジションはミッドフィールダー、フォワード。

## 経歴

### クラブ
12歳のとき、ガーナに本拠地を置くサッカー選手育成機関ライト・トゥ・ドリーム・アカデミーに入団した。2018年1月、イブラヒム・サディクらとともに渡欧し、提携クラブであるノアシェランの下部組織に加入した。

#### アヤックス

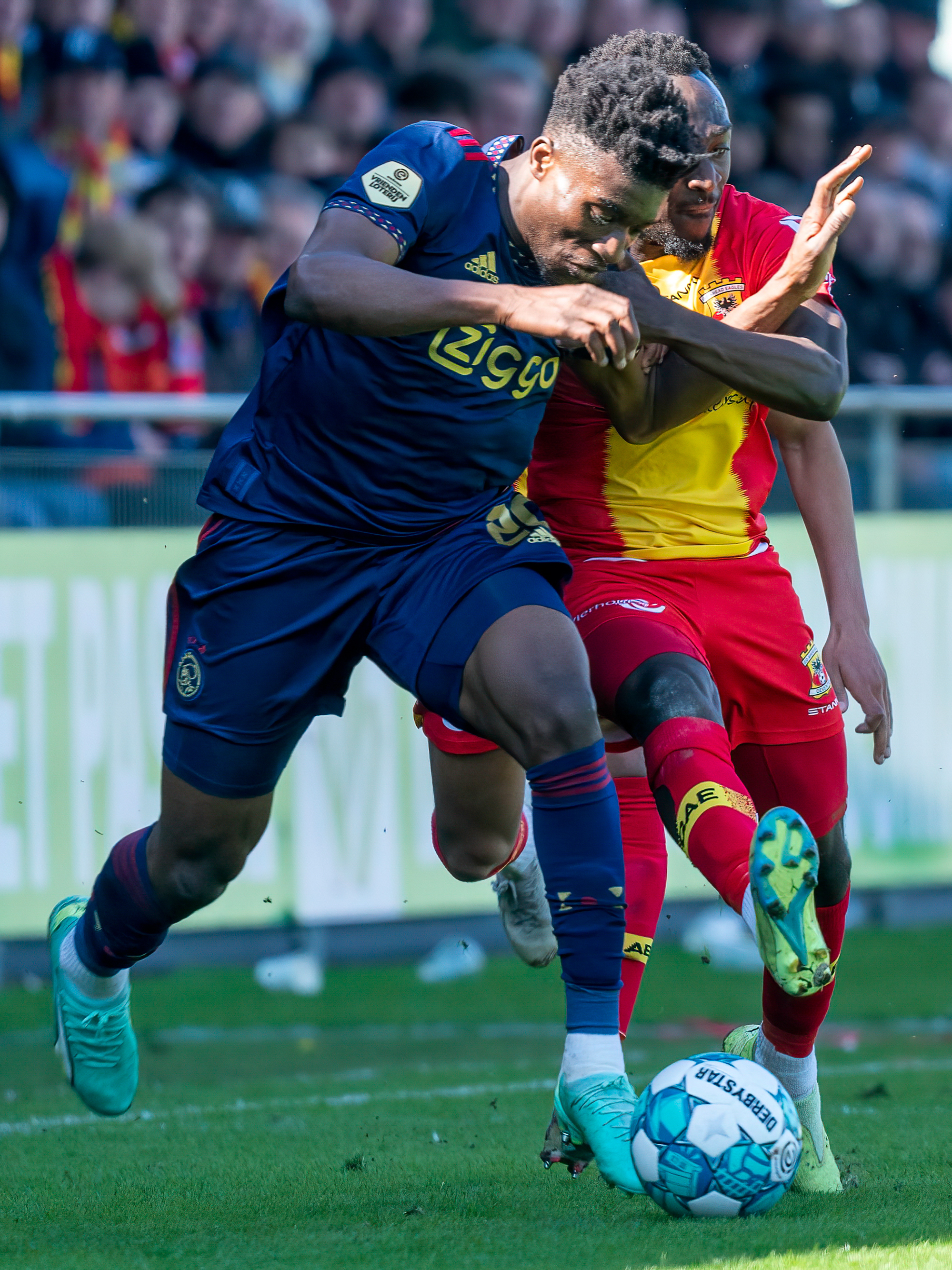
アヤックスでのクドゥス（2023年）

2020年7月16日、オランダのアヤックス・アムステルダムに移籍。5年契約で、移籍金は900万ユーロと報じられた。アヤックスのエースとして活躍していたセバスティアン・ハラーが抜けた2022年夏以降、偽9番として存在感を高める。
2023年2月19日、スパルタ・ロッテルダム戦で直接フリーキックでゴールを挙げると、ユニフォームをまくり上げ（完全に脱いではいない）「R.I.P ATSU」と書かれたアンダーシャツを見せ、トルコ・シリア地震で死去したクリスティアン・アツに弔意を示した。本来は警告の対象となる行為と本人も認識していたが、主審はこれを黙認した。

#### ウェストハム・ユナイテッド
2023年8月27日、イングランドのウェストハム・ユナイテッドに移籍。5年契約で、移籍金は4,450万ユーロと報じられている。10月8日、第8節のニューカッスル戦でプレミアリーグ初ゴールを挙げた。

#### トッテナム・ホットスパー
2025年7月10日、長期契約でトッテナム・ホットスパーに移籍。契約期間と移籍金の額が公表されていないものの、Sky Sportsによればスパーズはハマーズに5,500万ポンドの移籍金を支払い6年契約を結ぶことになったとされている。

### 代表
2017年にFIFA U-17ワールドカップに出場。準々決勝のマリ戦でゴールを挙げている。
2019年11月14日、アフリカネイションズカップ予選の南アフリカ戦でA代表初出場。この試合で代表初ゴールも記録した。
2022年、2022 FIFAワールドカップ・グループリーグ第2戦の韓国戦で決勝点を含む2ゴールを挙げた。

## 個人成績

### クラブ
| 国内大会個人成績 | 国内大会個人成績 | 国内大会個人成績 | 国内大会個人成績 | 国内大会個人成績 | 国内大会個人成績 | 国内大会個人成績 | 国内大会個人成績 | 国内大会個人成績 | 国内大会個人成績 | 国内大会個人成績 | 国内大会個人成績 |
| 年度             | クラブ           | 背番号           | リーグ           | リーグ戦         | リーグ戦         | リーグ杯         | リーグ杯         | オープン杯       | オープン杯       | 期間通算         | 期間通算         |
| 年度             | クラブ           | 背番号           | リーグ           | 出場             | 得点             | 出場             | 得点             | 出場             | 得点             | 出場             | 得点             |
| デンマーク       | デンマーク       | デンマーク       | デンマーク       | リーグ戦         | リーグ戦         | リーグ杯         | リーグ杯         | オープン杯       | オープン杯       | 期間通算         | 期間通算         |
| ---------------- | ---------------- | ---------------- | ---------------- | ---------------- | ---------------- | ---------------- | ---------------- | ---------------- | ---------------- | ---------------- | ---------------- |
| 2018-19          | ノアシェラン     | 39               | スーペルリーガ   | 26               | 3                | -                | -                | 2                | 0                | 28               | 3                |
| 2019-20          | ノアシェラン     | 10               | スーペルリーガ   | 25               | 11               | -                | -                | 2                | 0                | 27               | 11               |
| オランダ         | オランダ         | オランダ         | オランダ         | リーグ戦         | リーグ戦         | リーグ杯         | リーグ杯         | KNVBカップ       | KNVBカップ       | 期間通算         | 期間通算         |
| 2020-21          | アヤックス       | 20               | エールディヴィジ | 17               | 4                | -                | -                | 1                | 0                | 18               | 4                |
| 2021-22          | アヤックス       | 20               | エールディヴィジ | 16               | 1                | -                | -                | 2                | 0                | 18               | 1                |
| 2022-23          | アヤックス       | 20               | エールディヴィジ | 30               | 11               | -                | -                | 3                | 1                | 33               | 12               |
| 2023-24          | アヤックス       | 20               | エールディヴィジ | 2                | 1                | -                | -                | -                | -                | 2                | 1                |
| イングランド     | イングランド     | イングランド     | イングランド     | リーグ戦         | リーグ戦         | FLカップ         | FLカップ         | FAカップ         | FAカップ         | 期間通算         | 期間通算         |
| 2023-24          | ウェストハム     | 14               | プレミアリーグ   | 33               | 8                | 3                | 1                | 0                | 0                | 36               | 9                |
| 2024-25          | ウェストハム     | 14               | プレミアリーグ   | 32               | 5                | 2                | 0                | 1                | 0                | 35               | 5                |
| 2025-26          | トッテナム       |                  | プレミアリーグ   |                  |                  |                  |                  |                  |                  |                  |                  |
| 通算             | デンマーク       | デンマーク       | スーペルリーガ   | 51               | 14               | -                | -                | 4                | 0                | 55               | 14               |
| 通算             | オランダ         | オランダ         | エールディヴィジ | 65               | 17               | -                | -                | 6                | 1                | 71               | 18               |
| 通算             | イングランド     | イングランド     | プレミアリーグ   | 65               | 13               | 5                | 1                | 1                | 0                | 71               | 14               |
| 総通算           | 総通算           | 総通算           | 総通算           | 181              | 44               | 5                | 1                | 11               | 1                | 197              | 46               |

### 代表
| ガーナ代表 | 国際Aマッチ | 国際Aマッチ |
| 年         | 出場        | 得点        |
| ---------- | ----------- | ----------- |
| 2019       | 2           | 1           |
| 2020       | 0           | 0           |
| 2021       | 8           | 2           |
| 2022       | 11          | 4           |
| 2023       | 9           | 2           |
| 2024       | 10          | 2           |
| 2025       | 2           | 1           |
| 通算       | 42          | 12          |

## タイトル

### クラブ
アヤックス
- エールディヴィジ（2020-21, 2021-22）
- KNVBカップ（2020-21）

### 個人
- UEFAヨーロッパリーグ シーズン最優秀ゴール（20203-24）[15]